# Tour de Champagne
Die Tour de Champagne war ein französischer Radsportwettbewerb, der als Etappenrennen für Berufsfahrer veranstaltet wurde.

## Geschichte
Das Rennen wurde 1954 begründet und fand bis 1961 statt. Es hatte acht Ausgaben und fand in der Regel über 5 Etappen statt.
Die Strecke führte durch die ehemalige Region Champagne-Ardenne im Nordosten Frankreichs. Die Stadt Reims war häufig Start- und Zielort der Rundfahrt.

## Palmarès
- 1954  Eugène Tamburlini
- 1955  Fernand Picot
- 1956  Joseph Wasko
- 1957  Jacques Bianco
- 1958  Jean Gainche
- 1959  Robert Cazala
- 1960  Robert Cazala
- 1961  Louis Rostollan